# Elçin Əliyev
Elçin Əliyev (ur. 26 kwietnia 1990) – azerski zapaśnik startujący w kategorii do 55 kg w stylu klasycznym, dwukrotny mistrz Europy.
Największym jego sukcesem jest złoty medal mistrzostw Europy w 2010 i 2012 roku w kategorii do 55 kg. W 2007 roku został mistrzem Europy juniorów w kategorii do 50 kg. Dziewiąty na mistrzostwach świata w 2010.
Czwarty w Pucharze Świata w 2012 i siódmy w 2009. Mistrz Europy juniorów w 2007 roku.